# Лорды-ордайнеры
Лорды-ордайнеры (англ. Lords ordainer) — группа английских аристократов (восемь графов, семь епископов, шесть баронов), выступивших в 1310 году против короля Эдуарда II и потребовавших от него проведения реформ и изгнания фаворита, Пирса Гавестона, под угрозой отказа от присяги. Король был вынужден 11 октября 1311 года принять Ордонансы — ряд правил, ограничивавших его власть, но позже отказался их выполнять. В результате Гавестон был убит, страна оказалась на грани гражданской войны.
Группа орданеров состояла из 21 человек: 8 графов, 7 епископов и 6 баронов, причём среди них были как противники короля, так и его сторонники.

## История конфликта
Эдуард II стал королём после смерти отца в 1307 году. Его отношения с высшей знатью оставляли желать лучшего из-за того предпочтения, которое монарх оказывал своему фавориту, худородному гасконскому дворянину Пирсу Гавестону. Последний получил высокий титул графа Корнуолла и королевскую племянницу в жёны, а английские лорды сочли это оскорбительным для себя. Кроме того, Гавестон открыто насмехался над баронами, наделяя их обидными прозвищами. Король вёл затяжную войну в Шотландии, из-за этого нуждался в деньгах и был вынужден прибегать к реквизициям, а графы в какой-то момент приостановили сбор новых налогов. В 1308 году оппозиция добилась высылки фаворита из Англии, но вскоре он вернулся.
В дальнейшем отношения между Гавестоном и крупными баронами продолжали ухудшаться. Граф Томас Ланкастерский и другие враги Гавестона отказались присоединиться к парламенту в 1310 году из-за присутствия там фаворита короля, а финансовые проблемы Эдуарда углублялись. В феврале 1310 года был созван очередной парламент. Бароны, приехавшие вооружёнными, потребовали сформировать совет из 21 лорда-ордайнера, который бы провёл широкую реформу правительства и королевского двора и стал бы фактически органом, ограничивающим власть монарха. Они заявили Эдуарду, что, если их требования не будут выполнены, «откажутся считать его своим королём и не сочтут возможным далее соблюдать данную ему присягу, поскольку он сам не выполняет те клятвы, которые давал на коронации». Королю пришлось согласиться. Были выбраны ордайнеры, причём оппозиционеров и консерваторов среди них оказалось примерно поровну. Пока они готовили планы реформ, Эдуард и Гавестон направились с армией в Шотландию, но противник уклонился от битвы, и англичанам пришлось возвращаться домой из-за отсутствия припасов и денег.
К этому времени ордайнеры составили ордонансы с планами реформы; у Эдуарда практически не было политической власти для отказа от их принятия в октябре. Эти ордонансы, в частности, запрещали королю начинать войны, жаловать земли или покидать страну без одобрения парламента. Последний получал контроль над королевской администрацией, отменялась система реквизиций, изгонялись банкиры Фрескобальди и вводилась система контроля соблюдения ордонансов. Кроме того, вновь объявлялось об изгнании Гавестона, причём на этот раз ему не позволялось находиться ни на каких землях Эдуарда, включая Аквитанию и Ирландию, и он лишался своих титулов. Эдуард удалился в свои владения в Виндзоре и Кингс-Лэнгли, Гавестон уехал из Англии — возможно, на север Франции или во Фландрию.
В начале 1312 года король отменил ордонансы и вернул к себе фаворита. Началась гражданская война, в которой Эдуард потерпел поражение. Гавестон попал в плен к ордайнерам и был обезглавлен. По словам хрониста, «из-за смерти Гавестона у короля возникла смертельная и непроходящая ненависть к графам». При этом в баронской «партии» произошёл раскол: Пембрук и Суррей были рассержены самоуправством Уорика и впоследствии перешли на сторону Эдуарда, а Ланкастер и его сторонники считали казнь Гавестона законной и необходимой для стабильности королевства. Снова возникла угроза гражданской войны. Однако 20 декабря 1312 года при посредничестве папских легатов и Людовика д’Эврё (дяди королевы) был заключён мир: Эдуард даровал баронам формальное прощение, в обмен получив их участие в новом походе против шотландцев.